# Alfred Flatow
Alfred Flatow (3. října 1869 Danzig (dnešní Gdaňsk) – 28. prosince 1942 Terezín) byl německý gymnasta, účastník a trojnásobný vítěz 1. letních olympijských her 1896 v Athénách. Na olympiádě závodil v týmu Německa i jeho bratranec Gustav Felix Flatow. Oba se stali v období vlády nacismu jako Židé jeho oběťmi.
V roce 1903 Alfred Flatow pomáhal zakládat židovskou odbočku Turnerschaftu, historicky první židovskou sportovní organizaci v Evropě. Až do začátku pronásledování Židů v Německu r. 1936 byl aktivním činovníkem v německém gymnastickém sportu. V roce 1938 před nacismem uprchl do Nizozemska, ale nakonec byl stejně dopaden a jako 73 let starý člověk deportován do Terezína, kde již o dva měsíce později zahynul.
V roce 1997 byla k uctění památky bratranců Flatowových jedna z ulic ve sportovním areálu v Berlíně nazvána Flatowallee, o rok později vyšla poštovní známka s portréty obou Flatowů.

## Alfred Flatow na 1. olympiádě v Athénách

### Bradla družstva
Většina gymnastických soutěží na 1. olympijských hrách v Athénách se uskutečnila na olympijském stadionu 9. dubna 1896. Cvičení družstev na hrazdě se účastnily tři týmy, dvě řecká a Německo. Německo zvítězilo ve složení: Fritz Hoffmann, Konrad Böcker, Alfred Flatow, Gustav Flatow, Georg Hillmar, Fritz Manteuffel, Karl Neukirch, Richard Röstel, Gustav Schuft, Carl Schuhmann a Hermann Weingärtner. Druhý skončil Panhelénský tělocvičný svaz, třetí Ethnický tělocvičný svaz.

### Hrazda družstva
Stejné družstvo Německa se jako jediné přihlásilo do soutěže na hrazdě družstev. Ačkoliv to pro jeho členy byla spíše exhibice, byli vyhlášeni olympijskými vítězi a Alfred Flatow tak získal do své sbírky druhou zlatou medaili.

### Přeskok

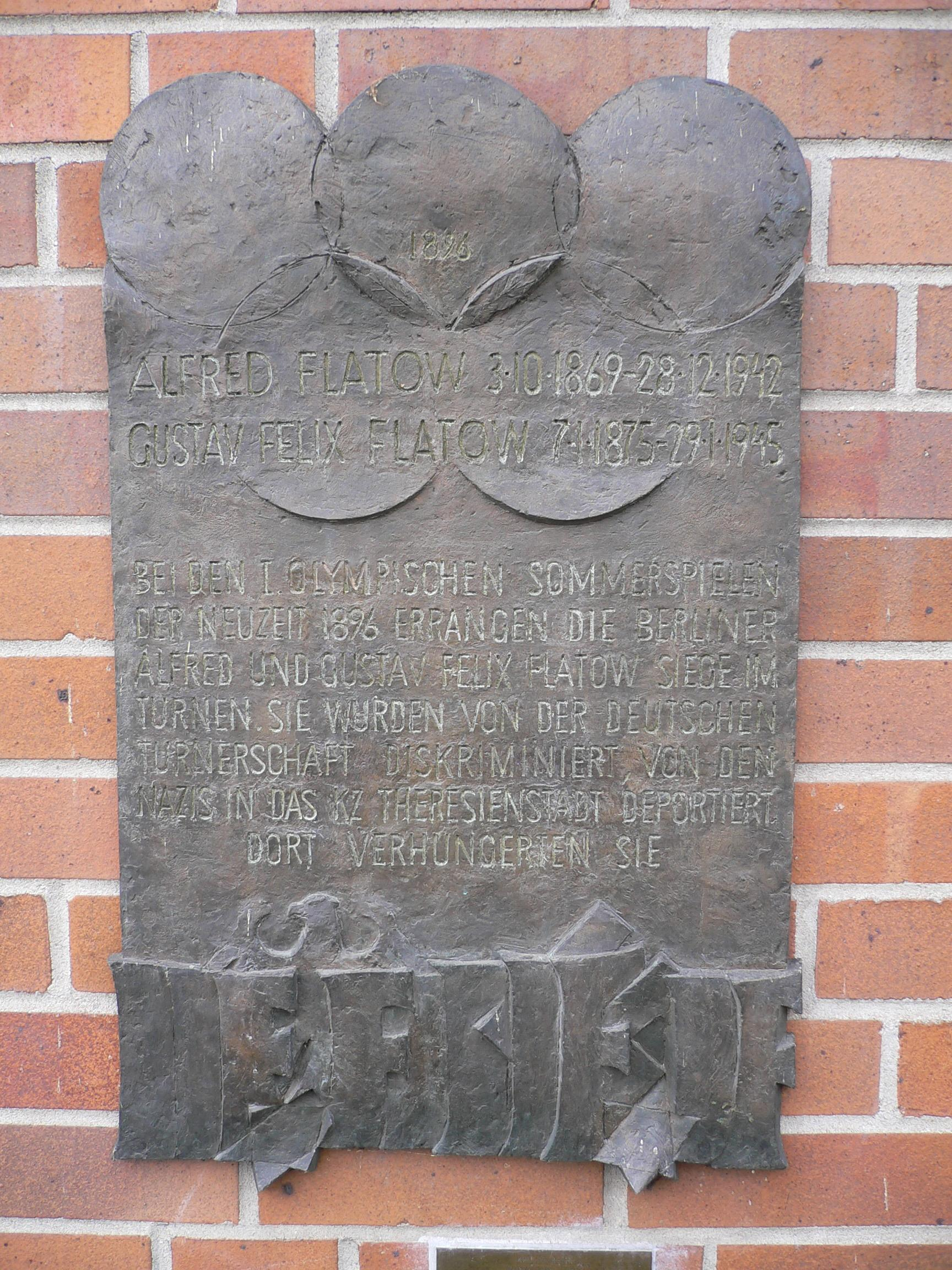
Pamětní deska bratranců Flatowových

Soutěže v přeskoku se účastnilo patnáct závodníků, bylo vyhlášeno pořadí prvních tří závodníků, mezi nimiž Alfred Flatow nebyl. Zvítězil Carl Schuhmann.

### Kůň našíř
V této disciplíně mezi patnácti muži získal Louis Zutter první historické zlato pro Švýcarsko, byl vyhlášen ještě Weingärtner na druhém místě, Alfred Flatow se neumístil.

### Kruhy
Ani zde mezi devíti účastníky nezbylo mezi vyhlášenou nejlepší pěticí místo na Alfreda Flatowa, dominovali Řekové, zvítězil Ioannis Mitropulos.

### Hrazda
Šestnáct cvičenců ze čtyř zemí cvičilo na hrazdě. Za krajanem Weingërtnerem skončil Alfred Flatow na druhém místě a získal stříbrnou medaili, další místa nebyla hodnocena.

### Bradla
O den později, 10. dubna se cvičilo na bradlech. Přihlásilo se osmnáct cvičenců z pěti zemí. I v této disciplíně rozhodčí hodnotili jen nejlepší dva sportovce a za lepšího prohlásili Alfreda Flatowa, na Zuttera zůstalo druhé místo.